# St. Paul (Bruckberg)

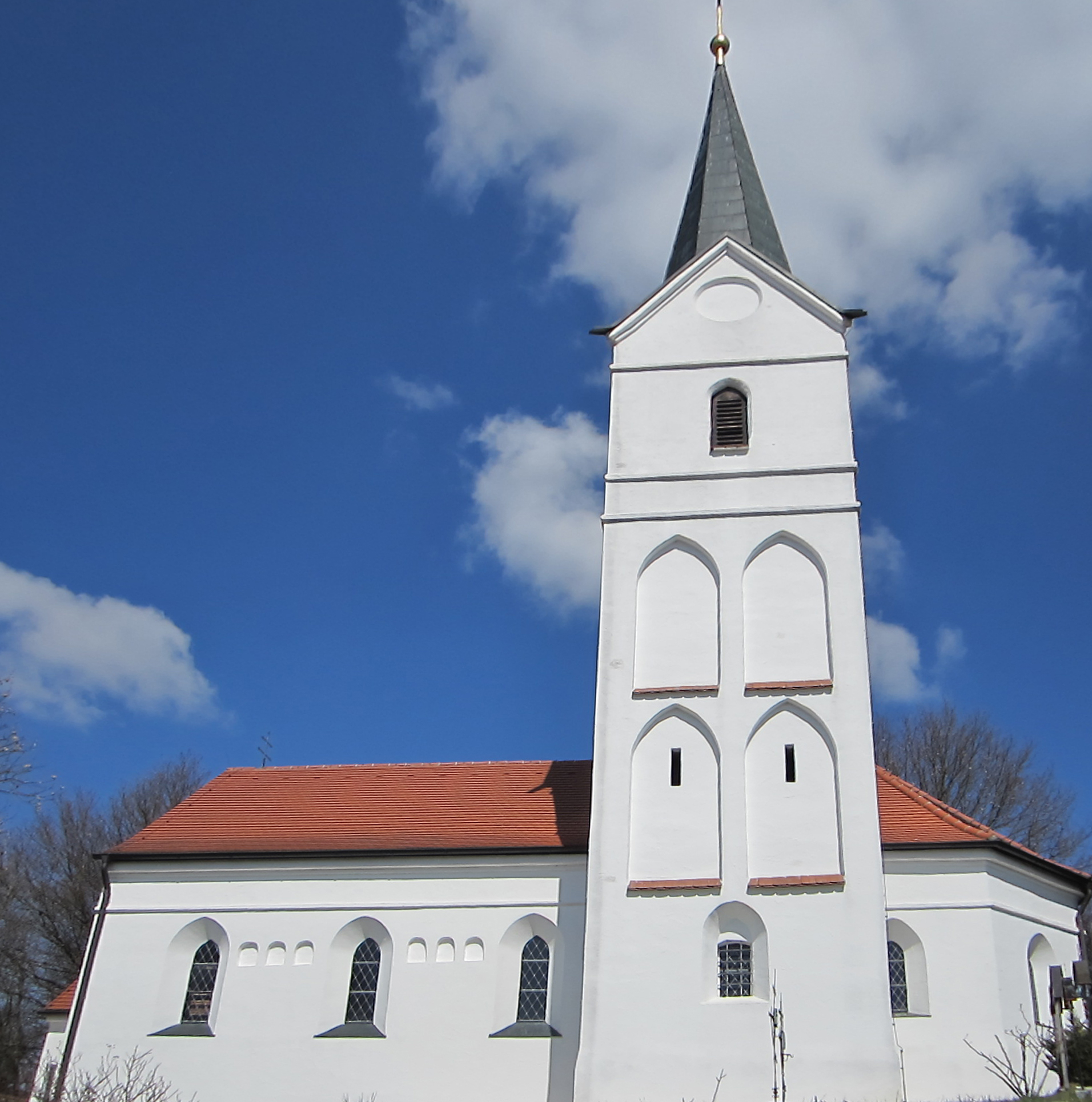
Außenansicht der Paulibergkirche von Süden

St. Paul (im Volksmund Paulibergkirche genannt) ist eine römisch-katholische Filialkirche in Bruckberg im niederbayerischen Landkreis Landshut. Der im Kern romanische Bau wurde im 15. Jahrhundert im spätgotischen Stil umgestaltet. Der Spitzhelm des Turmes stammt aus dem 19. Jahrhundert. Die dem Apostel Paulus (Gedenktag: 29. Juni) geweihte Kirche ist als Baudenkmal mit der Nummer D-2-74-194-1 beim Bayerischen Landesamt für Denkmalpflege eingetragen. Sie gehört zur Pfarrei St. Jakobus der Ältere in Bruckberg.

## Lage und Umgebung
Die Kirche St. Paul befindet sich in exponierter Lage auf einer Höhe von 446 m ü. NN am Hang des Kühbergs, der im Volksmund als Pauliberg bekannt ist. Der Kirchenbezirk ist von einer Mauer umschlossen, innerhalb derer sich früher ein Friedhof befand. Davon zeugen bis heute alte, schmiedeeiserne Grabkreuze.

## Geschichte
Die ältesten Spuren menschlicher Besiedlung am Pauliberg gehen auf eine keltische Kultplatz zurück. Die Paulibergkirche wird außerdem häufig im Zusammenhang mit der Synode von Neuching im Jahr 771 nach Christus genannt, gehören doch Kirchen zu Ehren der Apostel Petrus und/oder Paulus zu den ältesten christlichen Kirchen des Landes. Zur damaligen Zeit war die Christianisierung der Gegend um Bruckberg abgeschlossen. So war beispielsweise 753 eine Pfarrei im nahen Thulbach gegründet wurde.
Die erste urkundliche Erwähnung datiert auf das Jahr 1315, als St. Paul in der Diözesanbeschreibung von Bischof Konrad von Freising zusammen mit den Filialen Thulbach, Pörndorf, Eggersdorf und Attenhausen genannt wird. Diese Kirchen gehören heute zu verschiedenen Pfarreien.
Im 19. Jahrhundert war St. Paul eine Filialkirche der Pfarrei Gündlkofen, obwohl die Einwohner schon lange den Wunsch hegten, dass die Filiale zur Pfarrei Bruckberg wechseln möge. Dieses Ziel wurde durch den Bruckberger Pfarrer und Dekan Max Aumayr gegen den anfänglichen Widerstand des Gündlkofener Pfarrers Stadlbauer im Jahr 1867 umgesetzt.
Zu dieser Zeit traten immer wieder große Bauschäden an der Kirche auf. In einem Kostenvoranschlag des königlich-bayerischen Bezirksamtes von 1875 wurde der Abriss von St. Paul nicht ausgeschlossen. Pfarrer Joseph Genghammer, der von 1875 bis 1880 Bruckberg tätig war, erwies sich als Freund und Förderer der Paulibergkirche. Er sorgte dafür, dass in den Jahren 1877/78 umfangreiche Reparaturarbeiten an der Kirche stattfanden. Die auffälligste bauliche Veränderung war das Aufsetzen eines neugotischen Spitzhelms auf den Turm anstelle der barocken Zwiebelkuppel.
Unter Pfarrer Friedrich Schnell, einem Bruder des Kunsthistorikers Hugo Schnell, der von 1942 bis 1948 in Bruckberg eingesetzt wurde, fand eine neuerliche Innenrenovierung statt. Bereits Ende der 1950er Jahre war die Kirche wieder in sehr schlechtem Zustand, woraufhin unter Leitung des Bruckberger Polizeiinspektors Josef Staudinger ein Heimatverein zur Erhaltung der Paulibergkirche gegründet wurde. Von 1959 bis 1962 wurde die Kirche durch diesen innen und außen renoviert. Seit 1991 liefen die Planungen für eine Gesamtrenovierung, die von 2001 bis 2004 durchgeführt wurde. Heute finden in der Kirche Gottesdienste, Taufen und Trauungen statt.

## Architektur

### Außenbau
Die nach Osten ausgerichtete Saalkirche umfasst ein im Kern romanisches Langhaus mit drei Jochen und einen spätgotischen Chor mit einem Langjoch und einem Fünfachtelschluss, der im 15. Jahrhundert angebaut wurde. Der Außenbau wird von einem umlaufenden, einfachen Dachfries gegliedert. Am Langhaus sind zudem romanische Blendnischen zu finden, die bei der jüngsten Renovierung wieder freigelegt wurden. Die schmalen, spitzbogigen Fensteröffnungen besitzen gekehlte Laibungen.
Südlich am Chor ist der viergeschossige Turm angebaut. Im untersten Geschoss ist die Sakristei untergebracht. Das zweite und dritte Geschoss werden durch auf jeder Seite durch je zwei Spitzbogenblenden gegliedert. Das oberste Geschoss enthält den Glockenstuhl und weist spitzbogige Schallöffnungen auf. Die vier Dreiecksgiebel und der Spitzhelm als oberer Abschluss wurden im 19. Jahrhundert aufgesetzt.

### Innenraum
Durch das korbbogige Portal auf der Westseite gelangt man in das Kircheninnere. Das Langhaus besitzt innen eine hölzerne Flachdecke. Im rückwärtigen Joch ist eine Empore eingezogen. An der Decke und der Emporenbrüstung befinden sich neugotische Schablonenmalereien von 1882, die bei der jüngsten Renovierung wieder freigelegt wurden. Ein spitzer Chorbogen vermittelt den Übergang zum Chorraum. Dieser wird von gefasten Wandpfeilern und spitzen Schildbögen gegliedert und von einem spätgotischen Kreuzrippengewölbe überspannt. Die Rippen entspringen dabei aus dezenten Konsolsteinen und laufen auf zwei runde Schlusssteine zu.

## Ausstattung

### Altarraum
Der Altarraum wurde bei Renovierung von 2001 bis 2004 im Geiste des Zweiten Vatikanischen Konzils neu gestaltet. Tabernakel und Ambo stammen von dem Künstler Reinhard Köppel aus Unterlenghart. Auch eine gefasste Holzfigur des Kirchenpatrons Paulus, die um 1520 von dem Landshuter Bildhauer Jörg Roth geschaffen wurde, ist im Altarraum aufgestellt. Die spätgotische Figur ist durch die Attribute – in der rechten Hand das Schwert, in der linken das Buch – als der Apostel Paulus ausgewiesen.

### Seitenaltäre
Anstelle des linken Seitenaltares befindet sich eine spätgotische, etwa halb lebensgroße Figur der heiligen Katharina aus der Zeit um 1470. Die bekrönte Heilige hält in der rechten Hand die Siegespalme, in der linken das Buch. Darunter steht das flache Taufbecken, das ebenfalls von Reinhard Köppel geschaffen wurde. Anstelle des rechten Seitenaltares befindet sich ein weiteres Kunstwerk Köppels, ein großes Bronzekruzifix.

### Übrige Ausstattung
Beim Betreten des Innenraums erblickt der Kirchenbesucher rechts am Aufgang zur Empore den wohl ältesten Ausstattungsgegenstand der Paulibergkirche, einen Grabstein aus dem 14. Jahrhundert mit der Inschrift: Hier liegt begraben der ehrbare Mann Conrad Rieder zu Ried und Elspet seine Hausfrau am Mittwoch vor St. Paulustag verschieden im Jahr 1342. Der Grabstein befand sich früher auf dem Friedhof an der Bruckberger Pfarrkirche.
An den Wänden des Langhauses befinden sich außerdem Gemälde der Heiligen Notburga (links) und Wendelin (rechts). Diese waren früher anstelle der Seitenaltäre angebracht.

### Kreuzweg
Der Bruckberger Kreuzweg wurde von dem in Bruckberg lebenden, pensionierten „Künstlerpfarrer“ Robert Hegele gestaltet und durch Spenden von Privatpersonen finanziert. Die Einweihung durch Weihbischof Bernhard Haßlberger fand am 10. September 2011 statt. Der Kreuzweg, der hauptsächlich durch Spendengelder finanziert wurde, beinhaltet 15 Stationen, die den Leidensweg Jesu Christi zum Kreuz und zur Auferstehung zeigen. Die Bronzeskulpturen, die auf Säulen aus Flossenbürger Granit ruhen, sind auf dem Hanggelände des ehemaligen Friedhofs rund um die Paulibergkirche in ansteigender Reihenfolge aufgestellt. Die 15. und letzte Station, die die Auferstehung symbolisiert, liegt also am höchsten Punkt des Geländes.